# Eigil Nielsen
Eigil Louis Marius Ferdinand Nielsen (Esbjerg, 15 de setembro de 1918 - 7 de setembro de 2000) foi um futebolista dinamarquês, medalhista olímpico. 

## Carreira
Eigil Nielsen fez parte do elenco medalha de bronze, nos Jogos Olímpicos de 1948.

## Ligações Externas
- Perfil olímpico